# Гретте Рітер Гасле
Гретте Рюттер Гасле (норв. Grethe Rytter Hasle; 3 січня 1920, Гортен — 9 листопада 2013, Беккестуа) — норвезька вчена-планктолог, одна з перших жінок професорів природознавства в Університеті Осло, спеціалізувалася на вивченні фітопланктону. 

## Біографія
Гретте Рюттер Гасле народилася в містечку Борре у комуні Гортен, фюльке Вестфолл у сім'ї корабельного майстра Югана Крістіана Рюттера (1890–1966) та його дружини Ніколін Олава Нельсен (1885–1976). Вона вийшла заміж за Ганса Мартіна Гасле та взяла його прізвище; він помер у 1971 році.
До 1942 року Гретте Гасле навчалася у педагогічному коледжі. Продовжила навчання в Університеті Осло, який закінчила у 1949 році. Її першою публікацією була стаття Phototactic vertical migration in marine dinoflagellates. У 1968 році успішно захистила дисертацію на тему «An Analysis of the Phytoplankton of the Pacific Southern Ocean» та отримала ступінь доктора філософії.

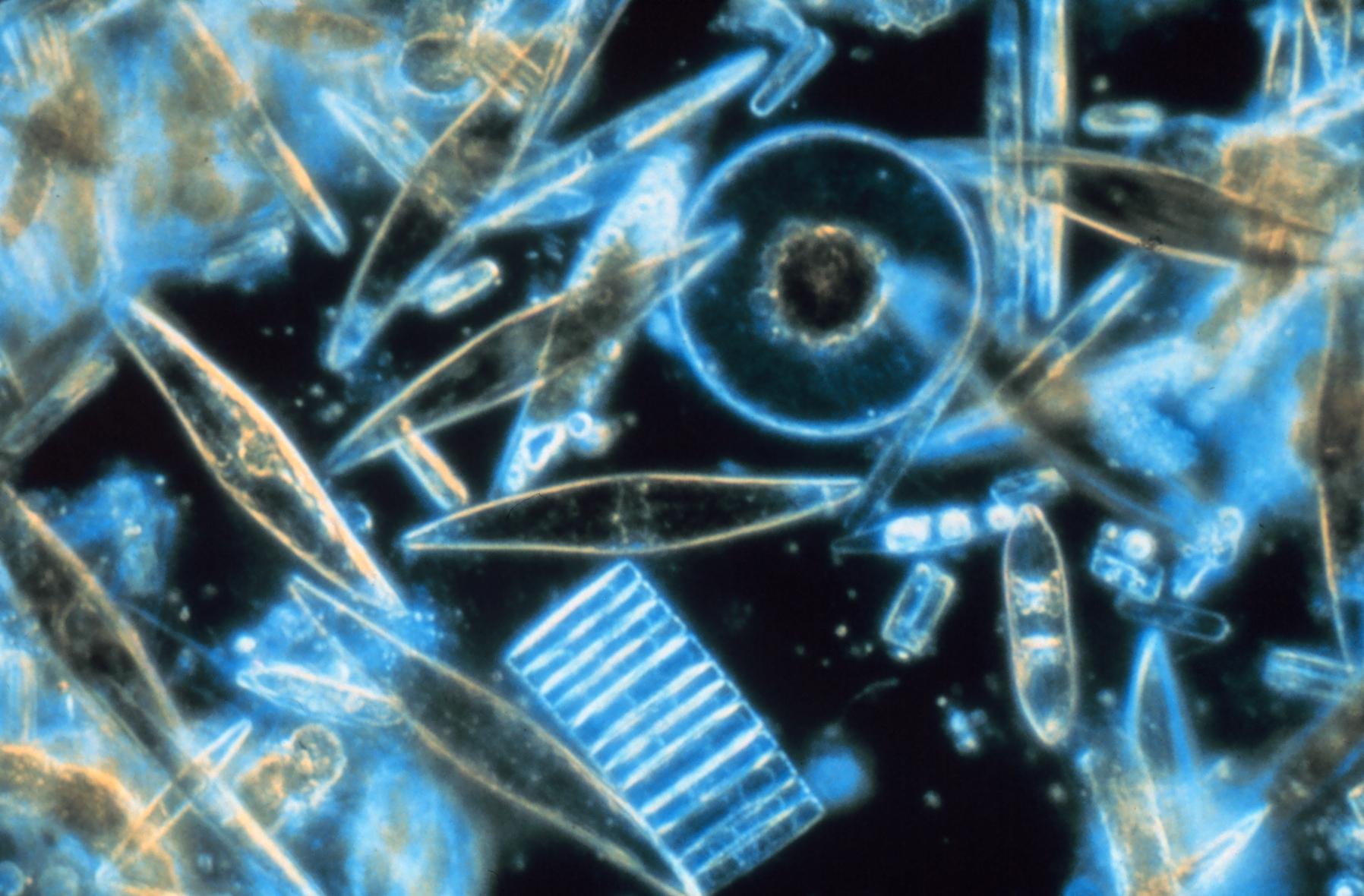
Фітопланктон класу Bacillariophyceae

У 1961 році вона отримала посаду викладача Університету Осло, а з 1977 до 1990 року — професора морської ботаніки. Вона була третьою жінкою-професором на факультеті математики та природничих наук, і у 1980 році стала членкинею Норвезької академії наук як єдина жінка-дослідниця того часу, що представляла природничі науки. Вона була також запрошеною дослідницею у Техаському університеті A&M з 1968 до 1969 року. Вона відома своїми дослідженнями фітопланктону в цілому, і зокрема класу Bacillariophyceae. Рід Haslea був названий на її честь. Також вона займалася переглядом морфологічної таксономії родів Thalassiosira, Nitzschia та Fragilariopsis.
У 2000 році Гретте Гасле отримала нагороду від Американського Фікологічного товариства, а у 2003 році — нагороду Ясумото за досягнення життєвого успіху від Міжнародного товариства вивчення шкідливих водоростей.
Гретте Гасле померла 9 листопада 2013 року.

## Наукові публікації
- 1949 : Undersøkelser over Ceratium-arter og Prorocentrum micans
- 1950 : Phototactic vertical migration in marine dinoflagellates
- 1959 : A quantitative study of phytoplankton from the equatorial Pacific
- 1960 : Phytoplankton and ciliate species from the tropical Pacific
- 1964 : Nitzschia and Fragilariopsis species studied in the light and electron microscopes
- 1967 : The Fine Structure of Some Thalassionema and Thalassiothrix Species (у співавторстві із Blanca Rojas E. de Mendiola)
- 1968 : An Analysis of the Phytoplankton of the Pacific Southern Ocean: Abundance, Composition and Distribution during the 'Brattegg' Expedition 1947–48
- 1968 : Distribution of marine diatoms in the southern oceans
- 1974 : Some marine plankton genera of the diatom family Thalassiosiraceae
- 1976 : The biogeography of some marine planktonic diatoms
- 1977 : Morphology and taxonomy of Actinocyclus normanii f. subsalsa (Bacillariophyceae)
- 1978 : Some freshwater and brackish water species of the diatom genus Thalassiosira Cleve
- 1986 : Trygve Braarud (15 September 1903–9 July 1985)
- 1988 : Atlas and Catalogue of the Diatom Types of Friedrich Hustedt
- 1989 : Freshwater and brackish water Thalassiosira (Bacillariophyceae): taxa with tangentially undulated valves (у співавторстві із Carina B. Lange)
- 1994 : Pseudo-nitzschia as a genus distinct from Nitzschia (Bacillariophyceae)
- 1996 : Marine Diatoms (sm.m. E. E. Syvertsen), i C. R. Tomas (red.) : Identifying Marine Diatoms and Dinoflagellates
- 1999 : Thalassionema synedriforme comb.nov. and Thalassiothrix spathulata sp.nov., two marine, planktonic diatoms from warm waters
- 1999 : Thalassionema synedriforme comb.nov. and Thalassiothrix spathulata sp.nov., two marine, planktonic diatoms from warm waters
- 2002 : Morphology, phylogeny and taxonomy of species within the Pseudo-nitzschia americana complex (Bacillariophyceae) with descriptions of two new species, Pseudo-nitzschia brasiliana and Pseudo-nitzschia linea (у співавторстві із Nina Lundholm, Greta A. Fryxell і Paul E. Hargraves)
- 2005 : Pseudo-nitzschia seriata f. obtusa (Bacillariophyceae) raised in rank based on morphological, phylogenetic and distributional data (у співавторстві із Nina Lundholm)
- 2010 : Fragilariopsis (Bacillariophyceae) of the Northern Hemisphere – morphology, taxonomy, phylogeny and distribution, with a description of F. pacifica sp. nov (у співавторстві із Nina Lundholm)